# Sama’il
Sama’il (arab. سمائل) – miasto w północnym Omanie, w Muhafazie Ad-Dachilijja. Według spisu ludności w 2020 roku liczyło 29,7 tys. mieszkańców. Jest siedzibą administracyjną wilajetu Sama’il, który w 2020 roku liczył 80,4 tys. mieszkańców. W mieście znajduje się najstarszy w kraju meczet.